# Fortim da Fajã de São João

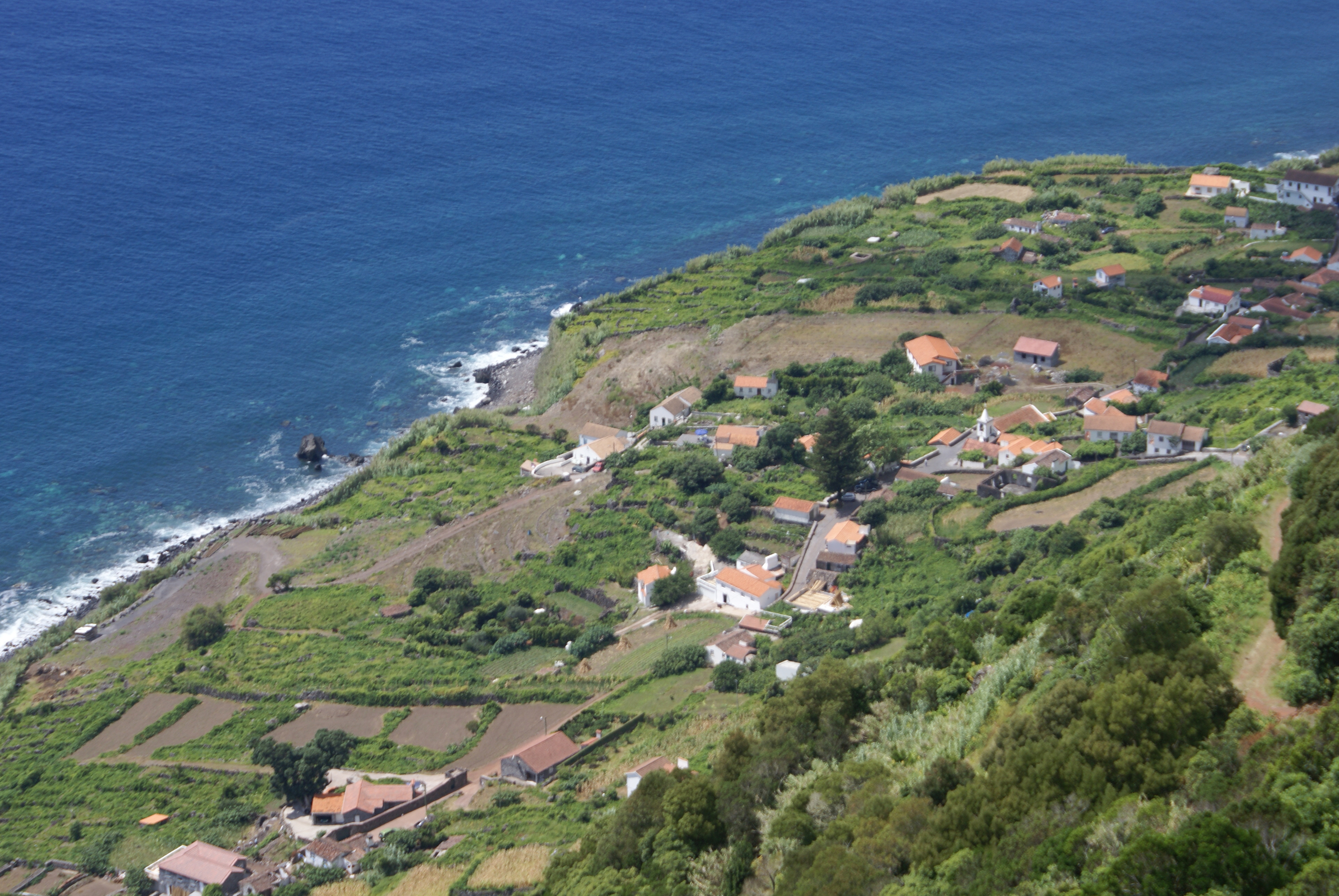
Fajã de São João, Calheta: vista panorâmica.

O Fortim da Fajã de São João, também referido como Reduto da Fajã de São João, localiza-se na Fajã de São João, na freguesia de Santo Antão, no concelho da Calheta, na costa sul da ilha de São Jorge.
Em posição dominante sobre este trecho do litoral, constituiu-se em uma fortificação destinada à defesa deste ancoradouro contra os ataques de piratas e corsários, outrora frequentes nesta região do oceano Atlântico.

## História
Habitada desde meados do século XVI pela excelência de seu microclima e abundância de águas, em 1625 a fajã foi alvo de uma incursão de piratas da Barbária que saquearam a povoação e a ermida, e levaram cativos alguns dos seus habitantes.
Como resultado desse incidente foi erguido um fortim junto ao ancoradouro. Essa defesa, entretanto, não obstou a que a fajã voltasse a ser atacada, em 1686, por um navio corsário de Salé, o qual desembarcou parte da sua tripulação sem haver em terra quem lhe fizesse um único tiro. Uma vez mais, a povoação e a ermida foram saqueadas, tendo sido destruída a imagem de São João então ali existente, e o fortim arrasado.
No contexto da Guerra da Sucessão Espanhola (1702-1714) encontra-se referido como "O Forte do Porto, e os Redutos da Fajam de S. Joam." na relação "Fortificações nos Açores existentes em 1710".
Essas defesas terão sido arruinadas pelo grande terramoto de 9 de julho de 1757, o chamado "Mandado de Deus".
A estrutura não chegou até aos nossos dias.